# Хорни Бадин
Хорни Бадин (слч. Horný Badín) насељено је мјесто са административним статусом сеоске општине (слч. obec) у округу Крупина, у Банскобистричком крају, Словачка Република.

## Становништво
| Година:    | 1994. | 2004.   | 2014.   | 2024.   |
| ---------- | ----- | ------- | ------- | ------- |
| Број људи: | 194   | 191     | 182     | 172     |
| Разлика:   |       | -1,54 % | -4,71 % | -5,49 % |

| Година:    | 2023. | 2024.   |
| ---------- | ----- | ------- |
| Број људи: | 174   | 172     |
| Разлика:   |       | -1,14 % |

Према подацима о броју становника из 2024. године насеље је имало 172 становника.